# ドロア・ド・アヴァージュ
ドロワ・ド・アヴァージュ（フランス語: Droit de havage）は、シャルル8世が1495年に公布した勅令により死刑執行人に対して特許された封建法 (Droit féodal) の権利である。日本語では「ピンはね権」などと訳されることが多い。

## 概要
パリの死刑執行人は仕事場であり住居であった処刑人の館と呼ばれる場所に住んでいたが、死刑執行人はこの周辺の市場から給料の代わりに一定の物品を入手する特権が与えられていた。二重取りをしないために、物品を受領した商店にはチョークで十字のマークが付けられた。パリの死刑執行人であるムッシュ・ド・パリはこの特権によって6万リーブル（当時の平均年収の100倍以上）を得ていた。
ただし、何でも取れたわけではなく、取ってはいけない相手から取ると訴えられて窃盗罪に問われることもあった。事実サンソン家初代当主シャルル・サンソン・ド・ロンヴァルの前任のムッシュ・ド・パリであったニコラ・ルヴァスールは、免税特権者から徴税したことが原因で罷免されている。
実際の徴収を行っていたのは処刑人本人ではなく、助手たちであった。現代でもフランス語の辞書で "bourreau"（処刑人）を引くと、用例として "Insolent comme un valet de bourreau, odieusement insolent." 
（処刑の側用人のように横柄な、不愉快に横柄な）とあるのは、ドロア・ド・アヴァージュの特権を行使してピンはねを行っていた助手たちの行為に由来する。
この制度は国家にとって、国庫金に一切手をつけることなく家来に特権を与えることで使役するという、非常に都合のよいものだった。裏を返せば、私的に徴税を行う特権とも判断できるもので、市民の間では非常に評判が悪かった。特に、当時のパリ周辺では死刑執行人以外にもこのような私的徴税特権を持つものが多数いたため、何重にも課税されているに等しい状態になっていた。たびたびトラブルを起こすこともあり、当時の商人たちは死刑執行人からの徴発に会わないように苦労したと言う。
あまりの評判の悪さから、1721年から給料制へ切り替えられ、1775年に完全廃止された。

## 実例
公文書として現存する1688年にシャルル・サンソン・ド・ロンヴァルに授与された叙任状（Lettre de Provision）によると、以下のような物を徴収する特権を持っていた。
- 卵を直接背負い、もしくは手で運ぶ商人からは卵1個、荷駄の場合は2個、荷馬車の場合は1台につき半カルトロン（12個）
- 陸路・水路を問わず、運ばれてきたりんご・桃・ブドウ、その他の産物は、一かごにつき1スー（銀1グラム）（ただし水路の場合は何艘かの船であっても馬一頭分の積荷に換算）
- 同一量の荷を積んだ馬および荷車については2スーずつ
- 陸路・水路を問わず、グリンピース・セイヨウカリン・麻の実・カラシの種・アワ・クルミ・栗・ヘーゼルナッツを運ぶものからは慣例どおり匙（さじ）1杯
- 背負い、もしくは手で、バター・チーズ・淡水魚を運ぶ商人からは6ドゥニエ（半スー）、馬1頭について1スー、豆荷馬車1台分について2スー、放下車（チップ・カート）1台について20スーと鯉1匹
- さや入りえんどう豆、さや入りそら豆1袋につき1スー、1かごにつき6ドゥニエ
- 陸路・水路を問わず行商人によって運び込まれたオレンジ・レモン1箱につき1スー
- 殻付きカキ荷馬車1台分につき4分の1ポンド
- 船荷についてはそれに比例して
- ホウキを運ぶものは1人についてホウキ1本、荷駄の場合はそれぞれ2本、荷馬車の場合はそれぞれ6本
- 石炭を運ぶ商人からは壷1杯分の石炭を、同業組合のナワ製造人達からは刑執行用のナワを。
- ただし、夜警・警防団・橋・渡し舟・自家用のぶどう酒・その他の飲料の受領に関しては全ての徴収を免ぜられる